# پاسنگ پایین
پاسنگ پایین، روستایی است از توابع بخش گالیکش شهرستان مینودشت در استان گلستان ایران.

## جمعیت
این روستا در دهستان قراولان قرار داشته و بر اساس سرشماری سال ۱۳۸۵ جمعیت آن ۱۴۳ نفر (۳۴ خانوار)
بوده است.